# 神奇
《神奇》（英語：Amazing），是一部2013年中國和美國合拍的動作和運動電影，由导演胡雪桦執導，主演包括黄晓明、金亞中、埃里克·马比斯、郭采洁、冯德伦、陈建州。

## 剧情
該片以“冰山”作為主人公，講述青年男女的“籃球、青春、奮鬥、愛情”的勵志故事。

## 演出
| 演员            | 角色   | 备注               |
| 黄晓明          | 冰山   |                    |
| 金亞中          | 依琳   |                    |
| 埃里克·马比乌斯 | 弗兰克 |                    |
| 郭采洁          | 维纳斯 |                    |
| 冯德伦          | 胡椒   |                    |
| 陈建州          | 小黑   |                    |
| 黄奕            |        | 篮球啦啦队女队员。 |
| 李沁            | 小可   |                    |
| 吴悠            | 他自己 |                    |
| 德怀特·霍华德   | 他自己 |                    |
| 卡梅隆·安东尼   | 他自己 |                    |
| 斯科蒂·皮蓬     | 他自己 |                    |
| 易建联          | 他自己 |                    |
| 王治郅          | 他自己 |                    |

## 制作
该片得到美国职业篮球协会授权和其旗下篮球明星加盟。这也是美国职业篮球协会首次和中国大陆影视界合作。
该片票房大丰收。